# Cercidospora macrospora
Cercidospora macrospora är en lavart som först beskrevs av Uloth, och fick sitt nu gällande namn av Hafellner & Nav.-Ros. 2004. Cercidospora macrospora ingår i släktet Cercidospora, klassen Dothideomycetes, divisionen sporsäcksvampar och riket svampar.  Arten är reproducerande i Sverige. Inga underarter finns listade i Catalogue of Life.